# Яныбаево (Зианчуринский район)
Яныбаево (баш. Яңыбай) — деревня в Зианчуринском районе Башкортостана, административный центр Яныбаевского сельсовета.

## Географическое положение
Расстояние до:
- районного центра (Исянгулово): 102 км,
- ближайшей ж/д станции (Кувандык): 35 км.

## Население
| 1939 | 1959 | 1970 | 1979 | 1989 | 2002 | 2009 |
| ---- | ---- | ---- | ---- | ---- | ---- | ---- |
| 477  | ↘461 | ↗604 | ↘538 | ↘522 | ↗605 | ↗669 |
| 2010 |      |      |      |      |      |      |
| ↘592 |      |      |      |      |      |      |

## Религия
В селе есть мечеть «Ихлас».

## Известные уроженцы
- Мустафина Асия Мингазовна (27 мая 1930 г. - 8 марта 1998 г.) — Почетный работник совхоза БАССР. Будучи придерживаясь ислама и являясь представительницей дворянского рода Мустафиных с 13 лет начала работать в Зианчуринском овцеводческом совхозе БАССР, выхаживая поросят и телят. Борясь тем самым с голодом в СССР. 4 кратный делегат съездов СССР, народный депутат СССР. Неоднократно была освещена в прессе местного и всесоюзного масштаба. О чём сохранились архивы. Была зверски убита в селе Яныбаево. Виновные до сих пор не найдены.
- Илимбетов, Валит Халитович (род. 1 ноября 1956) — артист разговорного жанра, кандидат филологических наук, народный артист Республики Башкортостан (2002).
- Кусаков, Сабир Мухаметгалеевич (20 февраля 1929 — 9 августа 1994) — старший чабан маточного поголовья Зианчуринского овцеводческого совхоза БАССР, Герой Социалистического труда.